# 金子大成
金子 大成（かねこ おおなり、生年不詳 - 永享7年8月24日（1435年9月25日））は、室町時代の武士。鎌倉時代初期に源氏三代に仕えた武蔵七党のうち村山党の金子家忠の末裔。駿河守。現在のさいたま市大宮区大成町や西区佐知川の領主。
応永33年（1426年）、この地に赴いた月江正文に帰依し、自から剃髪し幻公庵主と称し、居城（大成館）を寺院とし、山号を大成山、寺号を普門院とした。墓所は同寺にあり、これが地名「大成」の由来となった。